# Первая ведьма: Реинкарнация
«Первая ведьма: Реинкарнация» (тайск. ธี่หยด) — тайский сверхъестественный фильм ужасов 2023 года, снятый режиссёром Тавиватом Вантхой. Адаптация одноимённого романа Криттанона, вышедшего в 2017 году.
Фильм основан на реальном событии, произошедшем в 1972 году, когда молодая девушка в отдалённой деревне Район Дан Махам Тиа  провинции Канчанабури умерла загадочной смертью.
Мировая премьера состоялась 26 октября 2023 года. Премьера в России — 29 февраля 2024 года.

## Сюжет
История происходит с тайско-китайской семьёй в деревне вдали от цивилизации в 1972 году в провинции Канчанабури. Фермерская семья с шестью детьми, включая трёх сыновей Яка, Йоса, Йода и трех дочерей Яд, Ям и Йи, живёт тихой размеренной жизнью.
Неожиданно с юной местной жительницей происходит трагедия. Та внезапно умирает по загадочным причинам. Вскоре три сестры встречают загадочную и призрачную женщину в черном платье по дороге из дома в школу, после чего Ям заболевает при странных симптомах. Выражение её лица изменилось на маску страха, а по ночам она слышит жуткие звук и повторяющиеся слова «Tee Yod, Tee Yod».
Когда семья сталкивается со сверхъестественной угрозой, старший сын и бывший солдат Як вынужден вернуться домой, дабы решить все проблемы.

## В ролях
- Надеч Кугимия[англ.] — Як
- Раттанавади Вонгтонг[тайск.] — Ям
- Дениз Джелильча Капаун[тайск.] —яд
- Кайбхундитт Яйди — Йос
- Пееракит Патчарабуньякиат — Йод

## Восприятие
На февраль 2024 года хоррор Вантхи занимал 34-е место в списке самых кассовых фильмов истории тайского проката и 9-е, если брать в расчёт только фильмы национального производства.
Новостной портал BNN Thailand оценил его «культурным маяком, чей свет просочился в культурную ткань страны».
Критик Черлин  Нг из  The New Paper отметила, что «хорошо развивающийся фильм сочетает в себе захватывающий сюжет, запоминающихся персонажей и атмосферу, пропитанную беспокойством».

## Сиквел
В интервью программе Hone-Krasae на Channel 3 Тавиват Вантха сказал, что продолжение вполне возможно. Исполнитель главной роли Надеч Кугимия 31 января 2024 объявил, что съёмки сиквела начнутся в марте.